# 関帝廟 (大同市)
関帝廟（かんていびょう）は、中華人民共和国山西省大同市平城区にある道教廟宇。廟に関羽を祭る。

## 歴史
関帝廟は、元代（1271年-1368年）に創建された。
1996年、山西省人民政府は関帝廟を山西省重点文物保護単位に認定した。2013年3月、中華人民共和国国務院は関帝廟を全国重点文物保護単位に認定した。

## 建築物
関帝廟の中の軸線には戯台、山門、主殿（本堂）、春秋楼などがあり、両側には東配殿、西配殿、奶奶殿、財神殿、結義堂、武侯祠、邀月亭などがあります。
- 戯台
- 山門
- 過殿
- 西配殿
- 東配殿
- 主殿
- 主殿
- 主殿の斗拱
- 主殿の斗拱
- 主殿の斗拱
- 主殿
- 主殿の鴟吻
- 主殿
- 春秋楼
- 奶奶殿
- 財神殿